# Ниферн-Ешелброн
Ниферн-Ешелброн (њем. Niefern-Öschelbronn) општина је у њемачкој савезној држави Баден-Виртемберг. Једно је од 28 општинских средишта округа Енцкрајс. Према процјени из 2010. у општини је живјело 11.990 становника. Посједује регионалну шифру (AGS) 8236046.

## Географски и демографски подаци
Ниферн-Ешелброн се налази у савезној држави Баден-Виртемберг у округу Енцкрајс. Општина се налази на надморској висини од 240 метара. Површина општине износи 22,0 km². У самом мјесту је, према процјени из 2010. године, живјело 11.990 становника. Просјечна густина становништва износи 545 становника/km².